# Liste der Nummer-eins-Hits in Tschechien (2019)
Dies ist eine Liste der Nummer-eins-Hits in Tschechien im Jahr 2019. Sie basiert auf den Auswertungen der IFPI ČR, der nationalen Vertretung der tschechischen Musikindustrie. Grundlage sind die Albums Top 100 (Verkaufscharts) für Alben. Für Singles werden zwei Charts erstellt; die Radio Top 100 Oficiální, welche auf Airplay, sowie die Singles Digital Top 100, welche auf Downloadverkäufen basieren.

## Singles
| ← 2018 ← | Liste der Nummer-eins-Hits in Tschechien (Radio Top 100) | Liste der Nummer-eins-Hits in Tschechien (Radio Top 100) | Liste der Nummer-eins-Hits in Tschechien (Radio Top 100) | 2020 → |
| \| Zeitraum \| Wo. ges. \| Interpret \| Titel Autor(en) \| Zusätzliche Informationen \| \| (Zeitraum, Wochen auf Platz eins, Interpret, Titel, Autor[en], zusätzliche Informationen) \| \| \| \| \| \| ----------------------------------------------------------------------------------------- \| -------- \| ------------------------------------------- \| ----------------------------------------------------------------------------------------------------------------------------------------------------------------------------- \| ------------------------------------------------------------------------------------------------------------------------------------------------------------------------------------------------- \| \| 1. Woche 1 Woche (insgesamt 5) \| 5 \| Ava Max \| Sweet but Psycho Andreas Haukeland, Amanda Koci, William Ernest Lobban Bean, Madison Emko Love, Henry Russell Walter \| Nachdem die US-amerikanische Sängerin mit ihrer Debütsingle erst in Nordeuropa und dann in Deutschland auf Platz 1 gestiegen ist, breitet sich das Lied zum Jahreswechsel weiter über Europa aus. \| \| 2.–3. Woche 2 Wochen (insgesamt 4) \| 4 \| LP \| Girls Go Wild Michael Francis Gonzalez, Laura Pergolizzi, Nate Campany \| – \| \| 4. Woche 1 Woche (insgesamt 5) \| 5 \| Ava Max \| Sweet but Psycho Andreas Haukeland, Amanda Koci, William Ernest Lobban Bean, Madison Emko Love, Henry Russell Walter \| – \| \| 5. Woche 1 Woche \| 1 \| Imagine Dragons \| Bad Liar Daniel Coulter Reynolds, Daniel Wayne Sermon, Benjamin Arthur McKee, Daniel Platzman, Aja Volkman, Jorgen Michael Odegard \| Bereits im November war das Lied auf Platz 1 der Digital-Charts gewesen. Es ist der erste Airplay-Spitzenreiter der US-Amerikaner. \| \| 6. Woche 1 Woche (insgesamt 5) \| 5 \| Ava Max \| Sweet but Psycho Andreas Haukeland, Amanda Koci, William Ernest Lobban Bean, Madison Emko Love, Henry Russell Walter \| – \| \| 7.–8. Woche 2 Wochen (insgesamt 3) \| 3 \| Alle Farben & Ilira \| Fading Lennard Oestmann, Pauline Skött, Agrin Rahmani Azer, Ilira Gashi, Kevin Zuber, Jaro Omar, José David Peñín Montilla, Junkx, Frans Zimmer, Ruíz Marengo, Daniel Deimann \| Nach 2016 schafft Frans Zimmer aus Berlin im Nachbarland zum zweiten Mal Platz 1 in den Radiocharts. \| \| 9.–10. Woche 2 Wochen (insgesamt 5) \| 5 \| Ava Max \| Sweet but Psycho Andreas Haukeland, Amanda Koci, William Ernest Lobban Bean, Madison Emko Love, Henry Russell Walter \| – \| \| 11. Woche 1 Woche (insgesamt 3) \| 3 \| Alle Farben & Ilira \| Fading Lennard Oestmann, Pauline Skött, Agrin Rahmani Azer, Ilira Gashi, Kevin Zuber, Jaro Omar, José David Peñín Montilla, Junkx, Frans Zimmer, Ruíz Marengo, Daniel Deimann \| – \| \| 12.–13. Woche 2 Wochen (insgesamt 5) \| 5 \| Alec Benjamin \| Let Me Down Slowly Alec Shane Benjamin, Nolan Joseph Lambroza, Michael Ross Pollack \| Der erste Hit des US-Amerikaners war in den meisten Ländern eher mäßig erfolgreich, in wenigen Ländern erreichte er die Top 10 und nur in Tschechien Platz 1. \| \| 14.–15. Woche 2 Wochen \| 2 \| Mark Ronson feat. Miley Cyrus \| Nothing Breaks Like a Heart Ilsey Anna Juber, Mark Ronson, Miley Cyrus, Thomas R. Brenneck, Maxime Marie Laurent Picard, Clément Marie Jacques Picard, Conor Szymanski \| Als Mitautor von Shallow war Mark Ronson schon auf Platz 1, aber nicht als Interpret. Auch Miley Cyrus hatte in Tschechien bislang den Sprung an die Spitze verpasst. \| \| 16.–18. Woche 3 Wochen (insgesamt 5) \| 5 \| Alec Benjamin \| Let Me Down Slowly Alec Shane Benjamin, Nolan Joseph Lambroza, Michael Ross Pollack \| – \| \| 19. Woche 1 Woche \| 1 \| Dermot Kennedy \| Power over Me Scott Harris Friedman, Dermot Joseph Kennedy, Stephen Noe Kozmeniuk \| – \| \| 20. Woche 1 Woche \| 1 \| Robin Schulz \| Speechless Robin Schulz, Junkx, Christopher Kenneth Braide, Teemu William Brunila \| – \| \| 21.–26. Woche 6 Wochen \| 6 \| Lewis Capaldi \| Someone You Loved Lewis Marc Capaldi, Benjamin Alexander Kohn, Peter Norman Cullen Kelleher, Thomas Andrew Searle Barnes, Samuel Elliot Roman \| – \| \| 27.–29. Woche 3 Wochen \| 3 \| Daddy Yankee feat. Snow \| Con calma Terri V. Moltke, Michael L. Grier, Edmond Daryll Leary, Shawn Leigh Moltke, Darrin Kenneth O’Brien, Ramon L. Ayala, Juan Carlos Salinas Jr., Oscar Edward Salinas \| – \| \| 30.–31. Woche 2 Wochen \| 2 \| Avicii \| S.O.S. Kristoffer Jan Patrik Fogelmark, Albin Andreas Nedler, Tim Bergling, Kevin Briggs, Kandi L. Burruss, Tameka D. Cottle \| – \| \| 32. Woche 1 Woche \| 1 \| Martin Garrix feat. Bonn \| No Sleep Kristoffer Jan Patrik Fogelmark, Albin Andreas Nedler, Martijn G. Garritsen \| – \| \| 33.–34. Woche 2 Wochen \| 2 \| Ed Sheeran & Justin Bieber \| I Don’t Care Edward Christopher Sheeran, Karl Martin Sandberg, Justin Bieber, Johan Karl Schuster, Jason P. D. Boyd, Frederick John Philip Gibson \| – \| \| 35. Woche 1 Woche \| 1 \| Álvaro Soler \| La libertad Simon Triebel, Alexander Zuckowski, Álvaro Tauchert Soler, Jakke Erixson \| – \| \| 36. Woche 1 Woche (insgesamt 2) \| 2 \| Mikolas Josef feat. Fito Blanko & Frankie J \| Acapella Mikolas Josef, Adam Trigger, Chris Meid, Sarah Raba \| – \| \| 37. Woche 1 Woche \| 1 \| Jonas Brothers \| Sucker Carl Austin Rosen, Joseph Jonas, Nicholas Jerry Jonas, Paul Kevin Jonas, Louis Bell, Ryan Tedder, Adam King Feeney \| – \| \| 38. Woche 1 Woche (insgesamt 2) \| 2 \| Shawn Mendes & Camila Cabello \| Señorita Andrew Wotman, Charlotte Emma Aitchison, Camila Cabello, Magnus Hoiberg, Benjamin Joseph Levin, Shawn Mendes, Jack Patterson \| – \| \| 39. Woche 1 Woche (insgesamt 2) \| 2 \| Mikolas Josef feat. Fito Blanko & Frankie J \| Acapella Mikolas Josef, Adam Trigger, Chris Meid, Sarah Raba \| – \| \| 40.–42. Woche 3 Wochen \| 3 \| JP Cooper feat. Astrid S \| Sing It with Me John Paul Cooper, Steven McCutcheon, Daniel Parker, Edvard Førre Erfjord, Henrik Michelsen \| – \| \| 43. Woche 1 Woche \| 1 \| Lenny \| Lovers Do \| – \| \| 44.–45. Woche 2 Wochen (insgesamt 4) \| 4 \| Chinaski \| Láska a data \| – \| \| 46. Woche 1 Woche (insgesamt 2) \| 2 \| Shawn Mendes & Camila Cabello \| Señorita Andrew Wotman, Charlotte Emma Aitchison, Camila Cabello, Magnus Hoiberg, Benjamin Joseph Levin, Shawn Mendes, Jack Patterson \| – \| \| 47.–48. Woche 2 Wochen (insgesamt 5) \| 5 \| Tones and I \| Dance Monkey Toni Watson \| – \| \| 49.–50. Woche 2 Wochen (insgesamt 4) \| 4 \| Chinaski \| Láska a data \| – \| \| 51. Woche 2019 – 1. Woche 2020 3 Wochen (insgesamt 5) \| 5 \| Tones and I \| Dance Monkey Toni Watson \| – \| |                                                          |                                                          | | |
| ← 2018 |                                                          |                                                          | | → 2020 → |
| Zeitraum | Wo. ges.                                                 | Interpret                                                | Titel Autor(en) | Zusätzliche Informationen |
| (Zeitraum, Wochen auf Platz eins, Interpret, Titel, Autor[en], zusätzliche Informationen) |                                                          |                                                          | | |
| 1. Woche 1 Woche (insgesamt 5) | 5                                                        | Ava Max                                                  | Sweet but Psycho Andreas Haukeland, Amanda Koci, William Ernest Lobban Bean, Madison Emko Love, Henry Russell Walter                                                          | Nachdem die US-amerikanische Sängerin mit ihrer Debütsingle erst in Nordeuropa und dann in Deutschland auf Platz 1 gestiegen ist, breitet sich das Lied zum Jahreswechsel weiter über Europa aus. |
| 2.–3. Woche 2 Wochen (insgesamt 4) | 4                                                        | LP                                                       | Girls Go Wild Michael Francis Gonzalez, Laura Pergolizzi, Nate Campany | – |
| 4. Woche 1 Woche (insgesamt 5) | 5                                                        | Ava Max                                                  | Sweet but Psycho Andreas Haukeland, Amanda Koci, William Ernest Lobban Bean, Madison Emko Love, Henry Russell Walter                                                          | – |
| 5. Woche 1 Woche | 1                                                        | Imagine Dragons                                          | Bad Liar Daniel Coulter Reynolds, Daniel Wayne Sermon, Benjamin Arthur McKee, Daniel Platzman, Aja Volkman, Jorgen Michael Odegard                                            | Bereits im November war das Lied auf Platz 1 der Digital-Charts gewesen. Es ist der erste Airplay-Spitzenreiter der US-Amerikaner.                                                                |
| 6. Woche 1 Woche (insgesamt 5) | 5                                                        | Ava Max                                                  | Sweet but Psycho Andreas Haukeland, Amanda Koci, William Ernest Lobban Bean, Madison Emko Love, Henry Russell Walter                                                          | – |
| 7.–8. Woche 2 Wochen (insgesamt 3) | 3                                                        | Alle Farben & Ilira                                      | Fading Lennard Oestmann, Pauline Skött, Agrin Rahmani Azer, Ilira Gashi, Kevin Zuber, Jaro Omar, José David Peñín Montilla, Junkx, Frans Zimmer, Ruíz Marengo, Daniel Deimann | Nach 2016 schafft Frans Zimmer aus Berlin im Nachbarland zum zweiten Mal Platz 1 in den Radiocharts.                                                                                              |
| 9.–10. Woche 2 Wochen (insgesamt 5) | 5                                                        | Ava Max                                                  | Sweet but Psycho Andreas Haukeland, Amanda Koci, William Ernest Lobban Bean, Madison Emko Love, Henry Russell Walter                                                          | – |
| 11. Woche 1 Woche (insgesamt 3) | 3                                                        | Alle Farben & Ilira                                      | Fading Lennard Oestmann, Pauline Skött, Agrin Rahmani Azer, Ilira Gashi, Kevin Zuber, Jaro Omar, José David Peñín Montilla, Junkx, Frans Zimmer, Ruíz Marengo, Daniel Deimann | – |
| 12.–13. Woche 2 Wochen (insgesamt 5) | 5                                                        | Alec Benjamin                                            | Let Me Down Slowly Alec Shane Benjamin, Nolan Joseph Lambroza, Michael Ross Pollack                                                                                           | Der erste Hit des US-Amerikaners war in den meisten Ländern eher mäßig erfolgreich, in wenigen Ländern erreichte er die Top 10 und nur in Tschechien Platz 1.                                     |
| 14.–15. Woche 2 Wochen | 2                                                        | Mark Ronson feat. Miley Cyrus                            | Nothing Breaks Like a Heart Ilsey Anna Juber, Mark Ronson, Miley Cyrus, Thomas R. Brenneck, Maxime Marie Laurent Picard, Clément Marie Jacques Picard, Conor Szymanski        | Als Mitautor von Shallow war Mark Ronson schon auf Platz 1, aber nicht als Interpret. Auch Miley Cyrus hatte in Tschechien bislang den Sprung an die Spitze verpasst.                             |
| 16.–18. Woche 3 Wochen (insgesamt 5) | 5                                                        | Alec Benjamin                                            | Let Me Down Slowly Alec Shane Benjamin, Nolan Joseph Lambroza, Michael Ross Pollack                                                                                           | – |
| 19. Woche 1 Woche | 1                                                        | Dermot Kennedy                                           | Power over Me Scott Harris Friedman, Dermot Joseph Kennedy, Stephen Noe Kozmeniuk                                                                                             | – |
| 20. Woche 1 Woche | 1                                                        | Robin Schulz                                             | Speechless Robin Schulz, Junkx, Christopher Kenneth Braide, Teemu William Brunila                                                                                             | – |
| 21.–26. Woche 6 Wochen | 6                                                        | Lewis Capaldi                                            | Someone You Loved Lewis Marc Capaldi, Benjamin Alexander Kohn, Peter Norman Cullen Kelleher, Thomas Andrew Searle Barnes, Samuel Elliot Roman                                 | – |
| 27.–29. Woche 3 Wochen | 3                                                        | Daddy Yankee feat. Snow                                  | Con calma Terri V. Moltke, Michael L. Grier, Edmond Daryll Leary, Shawn Leigh Moltke, Darrin Kenneth O’Brien, Ramon L. Ayala, Juan Carlos Salinas Jr., Oscar Edward Salinas   | – |
| 30.–31. Woche 2 Wochen | 2                                                        | Avicii                                                   | S.O.S. Kristoffer Jan Patrik Fogelmark, Albin Andreas Nedler, Tim Bergling, Kevin Briggs, Kandi L. Burruss, Tameka D. Cottle                                                  | – |
| 32. Woche 1 Woche | 1                                                        | Martin Garrix feat. Bonn                                 | No Sleep Kristoffer Jan Patrik Fogelmark, Albin Andreas Nedler, Martijn G. Garritsen                                                                                          | – |
| 33.–34. Woche 2 Wochen | 2                                                        | Ed Sheeran & Justin Bieber                               | I Don’t Care Edward Christopher Sheeran, Karl Martin Sandberg, Justin Bieber, Johan Karl Schuster, Jason P. D. Boyd, Frederick John Philip Gibson                             | – |
| 35. Woche 1 Woche | 1                                                        | Álvaro Soler                                             | La libertad Simon Triebel, Alexander Zuckowski, Álvaro Tauchert Soler, Jakke Erixson                                                                                          | – |
| 36. Woche 1 Woche (insgesamt 2) | 2                                                        | Mikolas Josef feat. Fito Blanko & Frankie J              | Acapella Mikolas Josef, Adam Trigger, Chris Meid, Sarah Raba | – |
| 37. Woche 1 Woche | 1                                                        | Jonas Brothers                                           | Sucker Carl Austin Rosen, Joseph Jonas, Nicholas Jerry Jonas, Paul Kevin Jonas, Louis Bell, Ryan Tedder, Adam King Feeney                                                     | – |
| 38. Woche 1 Woche (insgesamt 2) | 2                                                        | Shawn Mendes & Camila Cabello                            | Señorita Andrew Wotman, Charlotte Emma Aitchison, Camila Cabello, Magnus Hoiberg, Benjamin Joseph Levin, Shawn Mendes, Jack Patterson                                         | – |
| 39. Woche 1 Woche (insgesamt 2) | 2                                                        | Mikolas Josef feat. Fito Blanko & Frankie J              | Acapella Mikolas Josef, Adam Trigger, Chris Meid, Sarah Raba | – |
| 40.–42. Woche 3 Wochen | 3                                                        | JP Cooper feat. Astrid S                                 | Sing It with Me John Paul Cooper, Steven McCutcheon, Daniel Parker, Edvard Førre Erfjord, Henrik Michelsen                                                                    | – |
| 43. Woche 1 Woche | 1                                                        | Lenny                                                    | Lovers Do | – |
| 44.–45. Woche 2 Wochen (insgesamt 4) | 4                                                        | Chinaski                                                 | Láska a data | – |
| 46. Woche 1 Woche (insgesamt 2) | 2                                                        | Shawn Mendes & Camila Cabello                            | Señorita Andrew Wotman, Charlotte Emma Aitchison, Camila Cabello, Magnus Hoiberg, Benjamin Joseph Levin, Shawn Mendes, Jack Patterson                                         | – |
| 47.–48. Woche 2 Wochen (insgesamt 5) | 5                                                        | Tones and I                                              | Dance Monkey Toni Watson | – |
| 49.–50. Woche 2 Wochen (insgesamt 4) | 4                                                        | Chinaski                                                 | Láska a data | – |
| 51. Woche 2019 – 1. Woche 2020 3 Wochen (insgesamt 5) | 5                                                        | Tones and I                                              | Dance Monkey Toni Watson | – |

| ← 2018 ← | Liste der Nummer-eins-Hits in Tschechien (Singles Digital 100) | Liste der Nummer-eins-Hits in Tschechien (Singles Digital 100) | Liste der Nummer-eins-Hits in Tschechien (Singles Digital 100) | 2020 → |
| \| Zeitraum \| Wo. ges. \| Interpret \| Titel Autor(en) \| Zusätzliche Informationen \| \| (Zeitraum, Wochen auf Platz eins, Interpret, Titel, Autor[en], zusätzliche Informationen) \| \| \| \| \| \| ----------------------------------------------------------------------------------------- \| -------- \| ------------------------------------------- \| ------------------------------------------------------------------------------------------------------------------------------------------------------------------------------------ \| -------------------------------------------------------------------------------------------------------------------------------------------------------------------------------------------------------------------------------------- \| \| 1. Woche 1 Woche (insgesamt 3) \| 3 \| Queen \| Bohemian Rhapsody Frederick Mercury \| – \| \| 2.–3. Woche 2 Wochen \| 2 \| Ava Max \| Sweet but Psycho Andreas Haukeland, Amanda Koci, William Ernest Lobban Bean, Madison Emko Love, Henry Russell Walter \| Sieht man von den allerersten Wochen 2013 in der Geschichte der Digital-Charts ab, ist es das erste Mal, dass ein Lied erst in den Radiocharts und dann in den Verkaufscharts Nummer eins wird. \| \| 4.–8. Woche 5 Wochen \| 5 \| Ariana Grande \| 7 Rings Richard Rodgers, Oscar Hammerstein II, Charles Michael Anderson, Thomas Lee Brown, Michael Foster, Ariana Grande, Njomza Vitia, Tayla Parx, Kimberly Krysiuk, Victoria Monét \| Nach No Tears Left to Cry im Vorjahr gelingt der US-Sängerin der zweite Nummer-eins-Hit in den tschechischen digitalen Charts. \| \| 9.–13. Woche 5 Wochen (insgesamt 9) \| 9 \| Lady Gaga & Bradley Cooper \| Shallow Mark Ronson, Anthony Rossomando, Andrew Wyatt, Joanne Stefani Germanotta \| Ein Vierteljahr nachdem das Lied zum ersten Mal auf Platz 1 stand, kehrt es an die Spitze zurück, mitverantwortlich war der Auftritt der Interpreten bei der Oscarverleihung 2019, wo Shallow als bester Filmsong ausgezeichnet wurde. \| \| 14.–19. Woche 6 Wochen (insgesamt 8) \| 8 \| Billie Eilish \| Bad Guy Finneas O’Connell, Billie Eilish O’Connell \| Schon im Vorjahr hatte die 17-jährige US-Amerikanerin zwei kleinere Singlehits, Bury a Friend erreichte wenige Wochen zuvor Platz 3 und mit dem Debütalbum kam die erste Single-Nummer-eins. \| \| 20. Woche 1 Woche \| 1 \| Ed Sheeran & Justin Bieber \| I Don’t Care Edward Christopher Sheeran, Karl Martin Sandberg, Justin Bieber, Johan Karl Schuster, Jason P. D. Boyd, Frederick John Philip Gibson \| – \| \| 21.–25. Woche 5 Wochen \| 5 \| Victor Sheen feat. Calin, Hasan & Nik Tendo \| Až na měsíc \| – \| \| 26.–33. Woche 8 Wochen (insgesamt 11) \| 11 \| Shawn Mendes & Camila Cabello \| Señorita Andrew Wotman, Charlotte Emma Aitchison, Camila Cabello, Magnus Hoiberg, Benjamin Joseph Levin, Shawn Mendes, Jack Patterson \| – \| \| 34.–35. Woche 2 Wochen (insgesamt 8) \| 8 \| Billie Eilish \| Bad Guy Finneas O’Connell, Billie Eilish O’Connell \| – \| \| 36.–38. Woche 3 Wochen (insgesamt 11) \| 11 \| Shawn Mendes & Camila Cabello \| Señorita Andrew Wotman, Charlotte Emma Aitchison, Camila Cabello, Magnus Hoiberg, Benjamin Joseph Levin, Shawn Mendes, Jack Patterson \| – \| \| 39. Woche 1 Woche (insgesamt 19) \| 19 \| Tones and I \| Dance Monkey Toni Watson \| – \| \| 40.–41. Woche 2 Wochen \| 2 \| Calin feat. Stein27 \| Růže \| – \| \| 42. Woche 1 Woche \| 1 \| Karel Gott & Charlotte Ella Gottová \| Srdce nehasnou Richard Krajčo \| Bereits ein halbes Jahr zuvor ist das Lied auf Platz 4 eingestiegen, nach seinem Tod steigt das Duett von Karel Gott mit seiner Tochter auf Platz 1. \| \| 43. Woche 2019 – 7. Woche 2020 17 Wochen (insgesamt 19) \| 19 \| Tones and I \| Dance Monkey Toni Watson \| – \| |                                                                |                                                                | | |
| ← 2018 |                                                                |                                                                | | → 2020 → |
| Zeitraum | Wo. ges.                                                       | Interpret                                                      | Titel Autor(en) | Zusätzliche Informationen |
| (Zeitraum, Wochen auf Platz eins, Interpret, Titel, Autor[en], zusätzliche Informationen) |                                                                |                                                                | | |
| 1. Woche 1 Woche (insgesamt 3) | 3                                                              | Queen                                                          | Bohemian Rhapsody Frederick Mercury | – |
| 2.–3. Woche 2 Wochen | 2                                                              | Ava Max                                                        | Sweet but Psycho Andreas Haukeland, Amanda Koci, William Ernest Lobban Bean, Madison Emko Love, Henry Russell Walter                                                                 | Sieht man von den allerersten Wochen 2013 in der Geschichte der Digital-Charts ab, ist es das erste Mal, dass ein Lied erst in den Radiocharts und dann in den Verkaufscharts Nummer eins wird.                                        |
| 4.–8. Woche 5 Wochen | 5                                                              | Ariana Grande                                                  | 7 Rings Richard Rodgers, Oscar Hammerstein II, Charles Michael Anderson, Thomas Lee Brown, Michael Foster, Ariana Grande, Njomza Vitia, Tayla Parx, Kimberly Krysiuk, Victoria Monét | Nach No Tears Left to Cry im Vorjahr gelingt der US-Sängerin der zweite Nummer-eins-Hit in den tschechischen digitalen Charts. |
| 9.–13. Woche 5 Wochen (insgesamt 9) | 9                                                              | Lady Gaga & Bradley Cooper                                     | Shallow Mark Ronson, Anthony Rossomando, Andrew Wyatt, Joanne Stefani Germanotta | Ein Vierteljahr nachdem das Lied zum ersten Mal auf Platz 1 stand, kehrt es an die Spitze zurück, mitverantwortlich war der Auftritt der Interpreten bei der Oscarverleihung 2019, wo Shallow als bester Filmsong ausgezeichnet wurde. |
| 14.–19. Woche 6 Wochen (insgesamt 8) | 8                                                              | Billie Eilish                                                  | Bad Guy Finneas O’Connell, Billie Eilish O’Connell | Schon im Vorjahr hatte die 17-jährige US-Amerikanerin zwei kleinere Singlehits, Bury a Friend erreichte wenige Wochen zuvor Platz 3 und mit dem Debütalbum kam die erste Single-Nummer-eins.                                           |
| 20. Woche 1 Woche | 1                                                              | Ed Sheeran & Justin Bieber                                     | I Don’t Care Edward Christopher Sheeran, Karl Martin Sandberg, Justin Bieber, Johan Karl Schuster, Jason P. D. Boyd, Frederick John Philip Gibson                                    | – |
| 21.–25. Woche 5 Wochen | 5                                                              | Victor Sheen feat. Calin, Hasan & Nik Tendo                    | Až na měsíc | – |
| 26.–33. Woche 8 Wochen (insgesamt 11) | 11                                                             | Shawn Mendes & Camila Cabello                                  | Señorita Andrew Wotman, Charlotte Emma Aitchison, Camila Cabello, Magnus Hoiberg, Benjamin Joseph Levin, Shawn Mendes, Jack Patterson                                                | – |
| 34.–35. Woche 2 Wochen (insgesamt 8) | 8                                                              | Billie Eilish                                                  | Bad Guy Finneas O’Connell, Billie Eilish O’Connell | – |
| 36.–38. Woche 3 Wochen (insgesamt 11) | 11                                                             | Shawn Mendes & Camila Cabello                                  | Señorita Andrew Wotman, Charlotte Emma Aitchison, Camila Cabello, Magnus Hoiberg, Benjamin Joseph Levin, Shawn Mendes, Jack Patterson                                                | – |
| 39. Woche 1 Woche (insgesamt 19) | 19                                                             | Tones and I                                                    | Dance Monkey Toni Watson | – |
| 40.–41. Woche 2 Wochen | 2                                                              | Calin feat. Stein27                                            | Růže | – |
| 42. Woche 1 Woche | 1                                                              | Karel Gott & Charlotte Ella Gottová                            | Srdce nehasnou Richard Krajčo | Bereits ein halbes Jahr zuvor ist das Lied auf Platz 4 eingestiegen, nach seinem Tod steigt das Duett von Karel Gott mit seiner Tochter auf Platz 1.                                                                                   |
| 43. Woche 2019 – 7. Woche 2020 17 Wochen (insgesamt 19) | 19                                                             | Tones and I                                                    | Dance Monkey Toni Watson | – |

## Alben
| ← 2018 ← | Liste der Nummer-eins-Hits in Tschechien | Liste der Nummer-eins-Hits in Tschechien | Liste der Nummer-eins-Hits in Tschechien | 2020 → |
| \| Zeitraum \| Wo. ges. \| Interpret \| Titel \| Zusätzliche Informationen \| \| (Zeitraum, Wochen auf Platz eins, Interpret, Titel, zusätzliche Informationen) \| \| \| \| \| \| ------------------------------------------------------------------------------ \| -------- \| -------------------------- \| ---------------------------------------- \| ------------------------------------------------------------------------------------------------------------------------------------------------------------------------------------------- \| \| 51. Woche 2018 – 6. Woche 2019 8 Wochen (insgesamt 12) \| 12 \| (Soundtrack) \| Bohemian Rhapsody \| – \| \| 7.–8. Woche 2 Wochen \| 2 \| Ariana Grande \| Thank U, Next \| Wie im Vorjahr folgt auf die Nummer-eins-Single das Nummer-eins-Album, die zweite Topplatzierung der US-Sängerin in diesen Charts. \| \| 9. Woche 1 Woche (insgesamt 12) \| 12 \| (Soundtrack) \| Bohemian Rhapsody \| – \| \| 10. Woche 1 Woche (insgesamt 4) \| 4 \| Lady Gaga & Bradley Cooper \| A Star Is Born \| Eine Woche nach der Single Shallow kehrt auch das Album für eine vierte Woche an die Spitze zurück \| \| 11.–13. Woche 3 Wochen (insgesamt 12) \| 12 \| (Soundtrack) \| Bohemian Rhapsody \| – \| \| 14.–17. Woche 4 Wochen (insgesamt 7) \| 7 \| Billie Eilish \| When We All Fall Asleep, Where Do We Go? \| Obwohl es ihr erstes Album ist, belegt die junge US-Amerikanerin in zahlreichen Ländern Platz 1 und in Tschechien gleichzeitig auch Platz 1 bei den Singles. \| \| 18.–19. Woche 2 Wochen \| 2 \| Hasan \| Hasan \| Mit dem Labelsampler Bude líp war er schon Ende letzten Jahres auf Platz 1 gewesen, diesmal steht der junge Rapper aus Tábor mit seinem ersten eigenen Album ganz oben. \| \| 20. Woche 1 Woche (insgesamt 7) \| 7 \| Billie Eilish \| When We All Fall Asleep, Where Do We Go? \| – \| \| 21.–22. Woche 2 Wochen (insgesamt 22) \| 22 \| Victor Sheen \| Černobílej svět \| – \| \| 23. Woche 1 Woche \| 1 \| Yzomandias \| J. Eden Dva \| – \| \| 24.–28. Woche 5 Wochen (insgesamt 22) \| 22 \| Victor Sheen \| Černobílej svět \| – \| \| 29.–32. Woche 4 Wochen \| 4 \| Ed Sheeran \| No. 6 Collaborations Project \| – \| \| 33. Woche 1 Woche (insgesamt 22) \| 22 \| Victor Sheen \| Černobílej svět \| – \| \| 34.–35. Woche 2 Wochen (insgesamt 7) \| 7 \| Billie Eilish \| When We All Fall Asleep, Where Do We Go? \| – \| \| 36. Woche 1 Woche (insgesamt 22) \| 22 \| Victor Sheen \| Černobílej svět \| – \| \| 37.–38. Woche 2 Wochen \| 2 \| Post Malone \| Hollywood’s Bleeding \| – \| \| 39. Woche 1 Woche \| 1 \| Vladimír Mišík \| Jednou tě potkám \| – \| \| 40.–44. Woche 5 Wochen (insgesamt 13) \| 13 \| Karel Gott \| 80/80 největší hity 1964-2019 \| Aus Anlass seines 80. Geburtstags erschien die Hitsammlung früher im Jahr und erreichte Platz 2, wenig später starb der bekannteste Sänger seines Landes und das Album stieg an die Spitze. \| \| 45. Woche 1 Woche \| 1 \| Nik Tendo \| Fatamorgana \| Mit seinem Debütalbum 7 war der Rapper aus Pardubice im Vorjahr schon auf Platz 2 gekommen, mit dem zweiten Album geht es ganz nach oben. \| \| 46. Woche 2019 – 1. Woche 2020 8 Wochen (insgesamt 13) \| 13 \| Karel Gott \| 80/80 největší hity 1964-2019 \| – \| |                                          |                                          |                                          | |
| ← 2018 |                                          |                                          |                                          | → 2020 → |
| Zeitraum | Wo. ges.                                 | Interpret                                | Titel                                    | Zusätzliche Informationen |
| (Zeitraum, Wochen auf Platz eins, Interpret, Titel, zusätzliche Informationen) |                                          |                                          |                                          | |
| 51. Woche 2018 – 6. Woche 2019 8 Wochen (insgesamt 12) | 12                                       | (Soundtrack)                             | Bohemian Rhapsody                        | – |
| 7.–8. Woche 2 Wochen | 2                                        | Ariana Grande                            | Thank U, Next                            | Wie im Vorjahr folgt auf die Nummer-eins-Single das Nummer-eins-Album, die zweite Topplatzierung der US-Sängerin in diesen Charts.                                                          |
| 9. Woche 1 Woche (insgesamt 12) | 12                                       | (Soundtrack)                             | Bohemian Rhapsody                        | – |
| 10. Woche 1 Woche (insgesamt 4) | 4                                        | Lady Gaga & Bradley Cooper               | A Star Is Born                           | Eine Woche nach der Single Shallow kehrt auch das Album für eine vierte Woche an die Spitze zurück                                                                                          |
| 11.–13. Woche 3 Wochen (insgesamt 12) | 12                                       | (Soundtrack)                             | Bohemian Rhapsody                        | – |
| 14.–17. Woche 4 Wochen (insgesamt 7) | 7                                        | Billie Eilish                            | When We All Fall Asleep, Where Do We Go? | Obwohl es ihr erstes Album ist, belegt die junge US-Amerikanerin in zahlreichen Ländern Platz 1 und in Tschechien gleichzeitig auch Platz 1 bei den Singles.                                |
| 18.–19. Woche 2 Wochen | 2                                        | Hasan                                    | Hasan                                    | Mit dem Labelsampler Bude líp war er schon Ende letzten Jahres auf Platz 1 gewesen, diesmal steht der junge Rapper aus Tábor mit seinem ersten eigenen Album ganz oben.                     |
| 20. Woche 1 Woche (insgesamt 7) | 7                                        | Billie Eilish                            | When We All Fall Asleep, Where Do We Go? | – |
| 21.–22. Woche 2 Wochen (insgesamt 22) | 22                                       | Victor Sheen                             | Černobílej svět                          | – |
| 23. Woche 1 Woche | 1                                        | Yzomandias                               | J. Eden Dva                              | – |
| 24.–28. Woche 5 Wochen (insgesamt 22) | 22                                       | Victor Sheen                             | Černobílej svět                          | – |
| 29.–32. Woche 4 Wochen | 4                                        | Ed Sheeran                               | No. 6 Collaborations Project             | – |
| 33. Woche 1 Woche (insgesamt 22) | 22                                       | Victor Sheen                             | Černobílej svět                          | – |
| 34.–35. Woche 2 Wochen (insgesamt 7) | 7                                        | Billie Eilish                            | When We All Fall Asleep, Where Do We Go? | – |
| 36. Woche 1 Woche (insgesamt 22) | 22                                       | Victor Sheen                             | Černobílej svět                          | – |
| 37.–38. Woche 2 Wochen | 2                                        | Post Malone                              | Hollywood’s Bleeding                     | – |
| 39. Woche 1 Woche | 1                                        | Vladimír Mišík                           | Jednou tě potkám                         | – |
| 40.–44. Woche 5 Wochen (insgesamt 13) | 13                                       | Karel Gott                               | 80/80 největší hity 1964-2019            | Aus Anlass seines 80. Geburtstags erschien die Hitsammlung früher im Jahr und erreichte Platz 2, wenig später starb der bekannteste Sänger seines Landes und das Album stieg an die Spitze. |
| 45. Woche 1 Woche | 1                                        | Nik Tendo                                | Fatamorgana                              | Mit seinem Debütalbum 7 war der Rapper aus Pardubice im Vorjahr schon auf Platz 2 gekommen, mit dem zweiten Album geht es ganz nach oben.                                                   |
| 46. Woche 2019 – 1. Woche 2020 8 Wochen (insgesamt 13) | 13                                       | Karel Gott                               | 80/80 největší hity 1964-2019            | – |